# Rhathymoscelis
Rhathymoscelis is een kevergeslacht uit de familie van de boktorren (Cerambycidae). De wetenschappelijke naam van het geslacht werd voor het eerst geldig gepubliceerd in 1861 door Thomson.

## Soorten
Rhathymoscelis omvat de volgende soorten:
- Rhathymoscelis batesi Lane, 1965
- Rhathymoscelis dormei Gounelle, 1910
- Rhathymoscelis haldemanii Thomson, 1861
- Rhathymoscelis melzeri Costa Lima, 1922
- Rhathymoscelis peruibensis Lane, 1951
- Rhathymoscelis rothschildi Lane, 1965
- Rhathymoscelis taunayi Lane, 1936
- Rhathymoscelis wheeleri Lane, 1974
- Rhathymoscelis zikani Melzer, 1931